# Palacio del Cardenal Cienfuegos

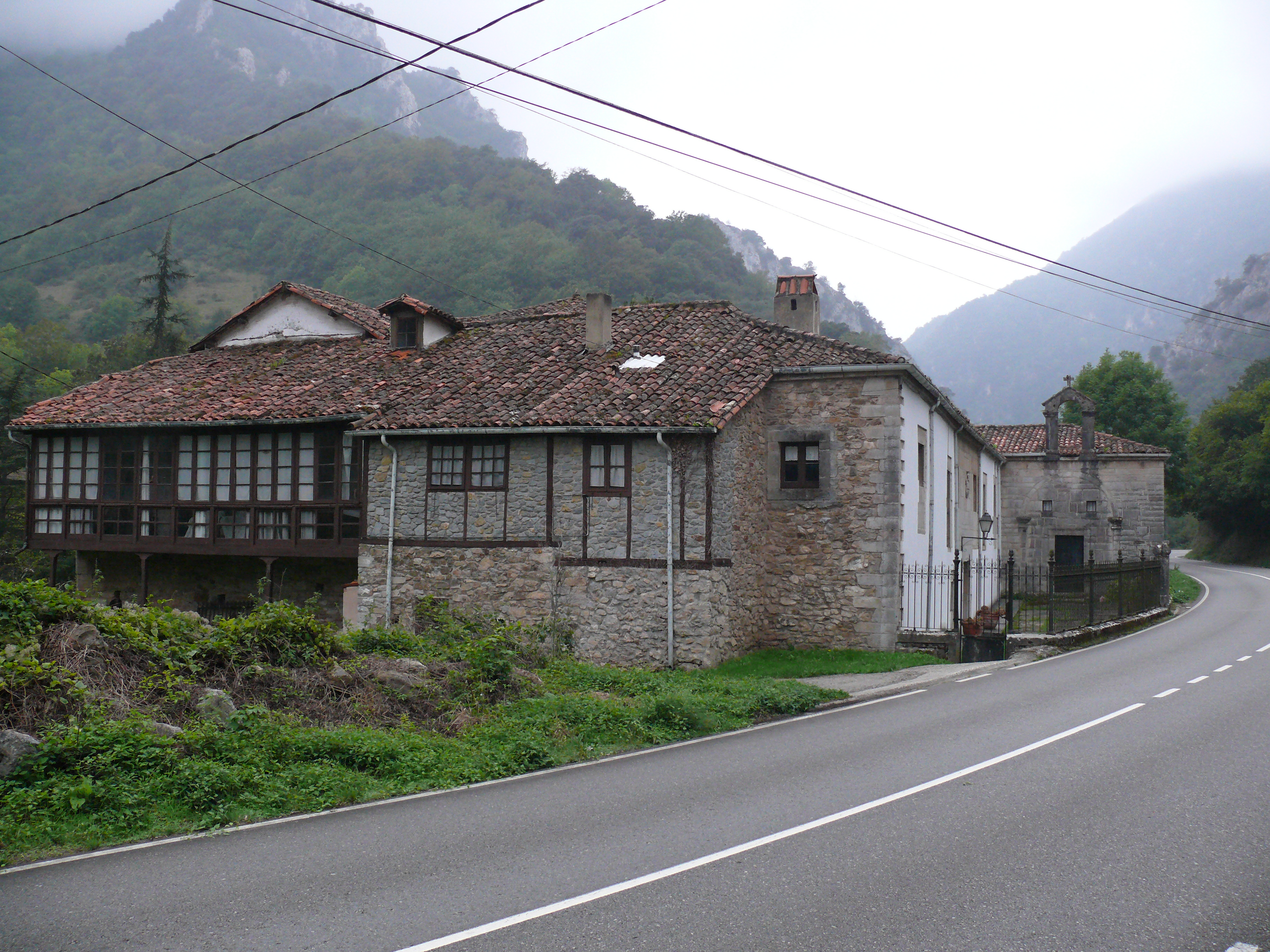
Vista de la casa palacio.

El Palacio del Cardenal Cienfuegos, sito en Agüerina, concejo de Belmonte de Miranda (Asturias), es una típica construcción nobiliaria de mediados de siglo XVII, que dispone que reúne todas las características constructivas propias de las casas nobles de la época.

## Descripción
Se trata de un palacio que dispone de torre, capilla, terrenos y habitaciones destinados al uso agrícola, de donde le venía el poder económico, patio interior y piso noble en la casa.
Son curiosidades la estancia de relleno situada en el piso inferior, debajo de la cocina, la estancia superior por encima de la misma cocina, sin puerta de acceso y la disposición en el extremo sur occidental de la casa de habitaciones con paramento de 90 cm posiblemente destinado a soportar una segunda torre que no se construyó.
Ofrece el mismo aspecto desde su construcción como puede verse en grabados como el de Townsen, incluso con la capilla que no es posterior como puede demostrar D. Juan Uría actual propietario de la casa. El único añadido es el piso sobreelevado de la fachada sur, de alrededor de 1880, proyectado por D. Salvador Pujó como dejó constancia por escrito.
Las galerías son de comienzos del siglo XX y se disponen a naciente y poniente respectivamente. Desde entonces las sucesivas reformas y rehabilitaciones se encaminaron para mantener el aspecto de la casa, tratando de no alterarlo para concebir como fue en su origen la visión de la misma.
Al interior las distintas dependencias conservan los nombres de sus primeras funciones como el granero, la bodega, las caballerizas. Existe una hermosa escalera que comunica ambos pisos desde el zaguán hasta el corredor superior y desde allí se pueden pasa a las habitaciones privadas, despacho y salón.
El mobiliario que conserva la casa mezcla el gusto clásico rural asturiano con grandes arcones, bancos de nogal y cerezo, piso de castaño... con el gusto importado por D. Salvador Pujó con mueble de maderas nobles como la caoba de un gusto francés. También se adorna el salón con dos retratos de la época del Cardenal y de un familiar suyo abad de Teverga.
En las chimeneas también se diferencian aquellas que son de forma más grande con una función mucho más práctica y aquellas más adornadas con una estilización notable que a la vez adornan con una mayor sentido de la verticalidad.
El tejado destaca por las diferentes alturas y vertientes que alcanza, llegándose a contar hasta 19 caídas distintas. El tejado está abierto a dos aguas, con distintas inclinaciones, excepto en la torre que se dispone a cuatro aguas. También hay alguna intrusión del casetón del desván en la fachada oriental.

## Fuente
- Este artículo incluye contenido derivado de una disposición relativa al proceso de protección, incoación o declaración de un bien cultural o natural publicada en el BOE n.º 189 el 9 de agosto de 2006 (texto), el cual está libre de restricciones conocidas en virtud del derecho de autor de conformidad con lo dispuesto en el artículo 13 de la Ley de Propiedad Intelectual española.

- Datos: Q6058524
- Multimedia: Palacio del Cardenal Cienfuegos / Q6058524